# 1039 Sonneberga
1039 Sonneberga este un asteroid din centura principală, descoperit pe 24 noiembrie 1924, de Max Wolf.